# Holoptygma lurida
Holoptygma lurida är en fjärilsart som beskrevs av Edward Meyrick 1912. Holoptygma lurida ingår i släktet Holoptygma och familjen vecklare. Inga underarter finns listade i Catalogue of Life.